# Gliklazyd
Gliklazyd (łac. Gliclazidum) – lek przeciwcukrzycowy, pochodna sulfonylomocznika. Lek stymuluje wydzielanie insuliny z komórek trzustki. Hamuje uwalnianie glukozy z wątroby. Gliklazyd wykazuje także działanie przeciwzakrzepowe.

## Farmakokinetyka
Lek szybko wchłania się z przewodu pokarmowego. Gliklazyd osiąga maksymalne stężenie w osoczu krwi po 2-6 godzinach. W 94% wiąże się z białkami osocza. Biologiczny okres półtrwania wynosi 12 godzin.

## Wskazania
- cukrzyca typu 2

## Przeciwwskazania
- nadwrażliwość na lek
- cukrzyca typu 1
- śpiączka cukrzycowa
- kwasica cukrzycowa
- ketonuria
- zaburzenia czynności wątroby i nerek
- ostre choroby zakaźne
- rozległe urazy
- choroby tarczycy

## Działania niepożądane
- bóle brzucha
- nudności
- wymioty
- biegunka
- zmiany w obrazie krwi
- łagodna hipoglikemia
- skórne reakcje alergiczne
- uszkodzenia wątroby

## Preparaty
- Symazide MR - tabletki o zmodyfikowanym uwalnianiu 0,03 g
- Diabezinum – tabletki 0,08 g
- Diabrezide – tabletki 0,08 g
- Diaprel – tabletki 0,08 g
- Diaprel MR – tabletki o zmodyfikowanym uwalnianiu 0,03 g
- Diazidan – tabletki 0,08 g
- Gliclada - tabletki 0,06 g[5]

## Dawkowanie
Doustnie. Dawkę oraz częstotliwość przyjmowania leku ustala lekarz. Zwykle dawka dobowa wynosi 80–320 mg, najczęściej w dwóch dawkach podzielonych, pół godziny przed posiłkiem.